# لورتو اتریش
لورتو اتریش (به آلمانی: Loretto, Austria) یک شهر بازاری و شهرستان اتریش در اتریش است که در ناحیه آیزنشتات-اومگه‌بونگ واقع شده‌ است.

## خصوصیات
لورتو اتریش  ۴۶۷ نفر جمعیت دارد.